# Vanwall Vandervell 680
La Vanwall Vandervell 680 è un'auto da corsa costruita dal team austriaco ByKolles utilizzando il nome dello storico team Vanwall, vincitore del campionato costruttori della Formula 1 nel 1958. La vettura è stata costruita secondo i regolamenti Le Mans Hypercar (LMH) per correre nel Campionato del mondo endurance.

## Storia e sviluppo
Nel 2018, la FIA e l'ACO hanno approvato il nuovo regolamento Le Mans Hypercar. Il 13 dicembre del 2018 il team ByKolles ufficializza la scelta di entrare come costruttore nel Campionato del mondo endurance. Il 18 settembre del 2020, alla vigilia della 24 Ore di Le Mans, il team presenta la sua vettura per la prima volta, inizialmente viene scelto il nome PMC Project LMH. Nonostante l'annuncio originale di ByKolles di essere presente per la stagione 2021, il 21 gennaio del 2021 viene ufficializzato l'elenco degli iscritti che non includeva il team ByKolles. Il team ha poi specificato che il progetto non era stato abbandonato ma solamente posticipato al 2022.
Il 2 aprile del 2021 vengono annunciati i nomi dei suoi piloti di sviluppo, il francese Tom Dillmann e l'argentino Esteban Guerrieri. Il 12 gennaio del 2022 viene annunciata la lista dei team iscritti per la stagione 2022 del WEC, anche in questo caso la vettura del team ByKolles viene esclusa. Il motivo è dovuto che il team non è associato a nessun marchio automobilistico esistente. Per questo il team si unisce al marchio Vanwall, vecchio costruttore britannico vincitore nel 1958 del campionato del mondo costruttori della Formula 1. Di conseguenza la vettura LMH viene rinominata Vanwall Vandervell 680.
Finalmente il 25 marzo del 2022 il team ByKolles ha mostrato per la prima volta la Vanwall LMH finita e pronta a scendere in pista, sperando di entrare nella stagione 2023 avendo tutti gli aspetti legali e il marchio Vanwall registrati in Germania sotto la società. Nella settimana seguente con il pilota Christophe Bouchut la vettura completa i suoi primi test nel aeroporto di Zweibrücken. In aprile la Vanwall Vandervell scende di nuovo in pista sull'Autodromo di Most con i piloti Dillmann e Guerrieri. Nel luglio la vettura viene sottoposta ad altri tre giorni di test sul circuito di Lausitz dove percorre più di 450 km con ottimi risultati. Nel novembre viene modificato il telaio e la livrea del auto, si svolgono altri test, prima al Mugello poi a Le Castellet. A fine 2022 la vettura scende di nuovo in pista, prima a Barcellona e poi ad Aragón, oltre ai collaudatori ufficiali ci sono João Paulo de Oliveira e il campione del mondo di Formula 1 nel 1997, Jacques Villeneuve.
L'11 gennaio del 2023 la FIA emana la lista ufficiale dei team per il Campionato del mondo endurance, questa volta la vettura viene accettata. Dillmann, Guerrieri e Jacques Villeneuve vengono scelti come piloti titolari, mentre Esteban Muth viene scelto come collaudatore e riserva. Per la 24 Ore di Le Mans 2023, Villeneuve viene sostituito da Tristan Vautier.

## Risultati nel WEC
| Anno | Team                 | Classe   | Pilota                 | # | 1   | 2   | 3   | 4   | 5   | 6   | 7   | Punti | Pos |
| ---- | -------------------- | -------- | ---------------------- | - | --- | --- | --- | --- | --- | --- | --- | ----- | --- |
| 2023 | Floyd Vanwall Racing | Hypercar |                        | 4 | SEB | POR | SPA | LMN | MON | FUJ | BHR | 10    | 7°  |
| 2023 | Floyd Vanwall Racing | Hypercar | Esteban Guerrieri      | 4 | 8   | Rit | Rit | Rit | 12  | 11  | 12  | 10    | 7°  |
| 2023 | Floyd Vanwall Racing | Hypercar | Tom Dillmann           | 4 | 8   | Rit | Rit | Rit | 12  | 11  | 12  | 10    | 7°  |
| 2023 | Floyd Vanwall Racing | Hypercar | Jacques Villeneuve     | 4 | 8   | Rit | Rit | Rit | 12  | 11  | 12  | 10    | 7°  |
| 2023 | Floyd Vanwall Racing | Hypercar | Tristan Vautier        | 4 | 8   | Rit | Rit | Rit | 12  | 11  | 12  | 10    | 7°  |
| 2023 | Floyd Vanwall Racing | Hypercar | João Paulo de Oliveira | 4 | 8   | Rit | Rit | Rit | 12  | 11  | 12  | 10    | 7°  |